# Zbiersk (gromada)
Zbiersk – dawna gromada, czyli najmniejsza jednostka podziału terytorialnego Polskiej Rzeczypospolitej Ludowej w latach 1954–1972.
Gromady, z gromadzkimi radami narodowymi (GRN) jako organami władzy najniższego stopnia na wsi, funkcjonowały od reformy reorganizującej administrację wiejską przeprowadzonej jesienią 1954 do momentu ich zniesienia z dniem 1 stycznia 1973, tym samym wypierając organizację gminną w latach 1954–1972.
Gromadę Zbiersk z siedzibą GRN w Zbiersku utworzono – jako jedną z 8759 gromad na obszarze Polski – w powiecie kaliskim w woj. poznańskim, na mocy uchwały nr 22/54 WRN w Poznaniu z dnia 5 października 1954. W skład jednostki weszły obszary dotychczasowych gromad Zbiersk, Zbiersk Cukrownia i Zbiersk Kolonia, ponadto miejscowość Łyczyn z dotychczasowej gromady Petryki oraz miejscowość Kiączyn (Nowy) z dotychczasowej gromady Kiączyn – ze zniesionej gminy Zbiersk w tymże powiecie. Dla gromady ustalono 26 członków gromadzkiej rady narodowej.
1 stycznia 1969 z gromady Zbiersk wyłączono miejscowość Przyranie, włączając ją do gromady Słuszków w tymże powiecie.
1 stycznia 1970 do gromady Zbiersk włączono 8,07 ha z miasta Stawiszyn w tymże powiecie.
Gromada przetrwała do końca 1972 roku, czyli do kolejnej reformy gminnej.